# Lijst van encyclieken van paus Pius X

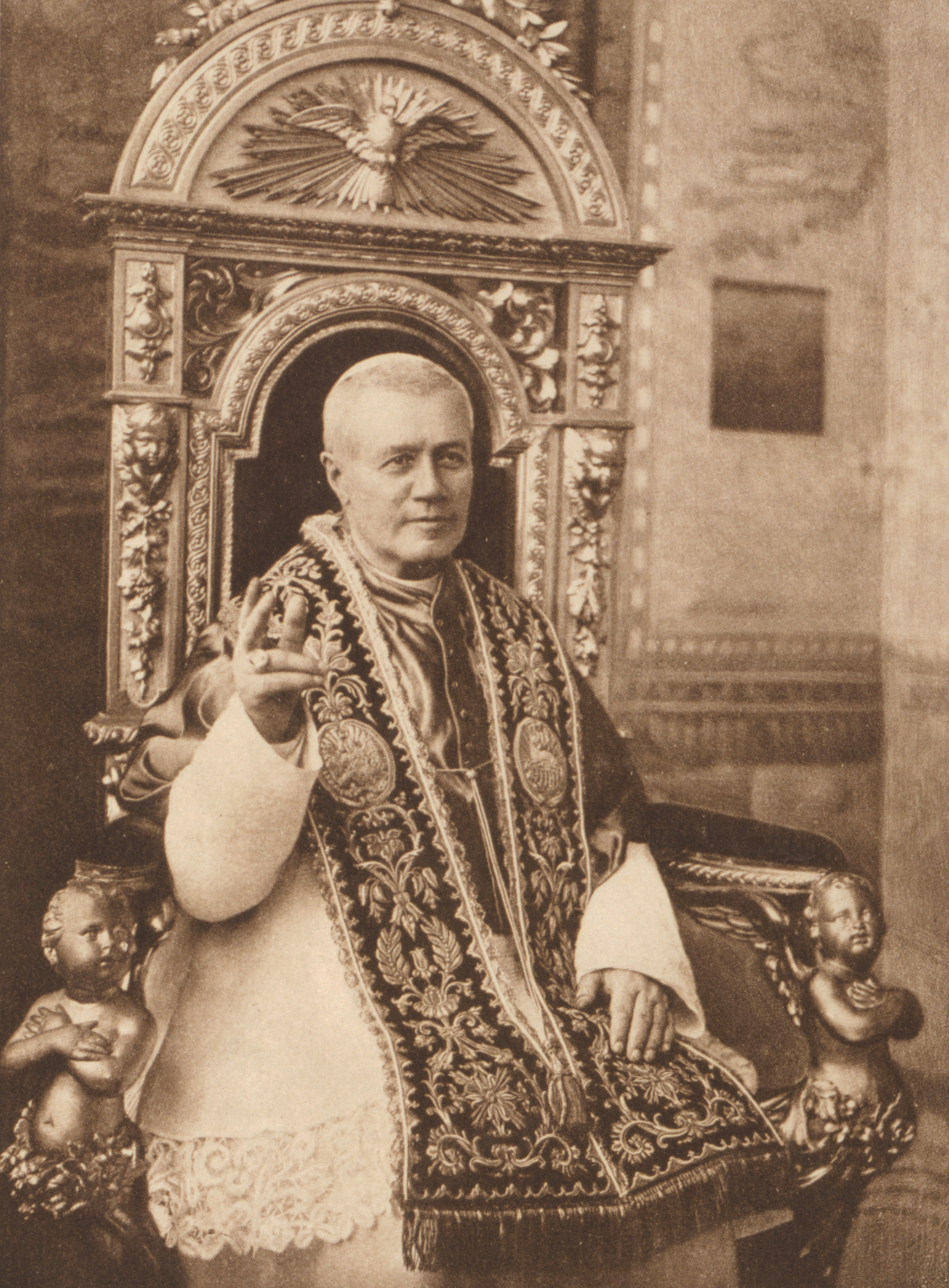
Paus Pius X

De Lijst van encyclieken van paus Pius X bevat de zeventien encyclieken die paus Pius X tijdens zijn pontificaat uitvaardigde.
| Titel                     | Onderwerp                                              | Datum             |
| ------------------------- | ------------------------------------------------------ | ----------------- |
| E Supremi                 | Het herstel van alle dingen in Christus                | 4 oktober 1903    |
| Ad Diem Illum Laetissimum | Onbevlekte Ontvangenis van Maria                       | 2 februari 1904   |
| Iucunda Sane              | Paus Gregorius de Grote                                | 12 maart 1904     |
| Acerbo Nimis              | Het onderricht in de Christelijke doctrine             | 15 april 1905     |
| Il Fermo Proposito        | De Katholieke Actie in Italië                          | 11 juni 1905      |
| Vehementer Nos            | De wettelijke scheiding van Kerk en staat in Frankrijk | 11 februari 1906  |
| Tribus Circiter           | Mystiek priesterschap in Polen                         | 5 april 1906      |
| Pieni L'animo             | De katholieke geestelijkheid in Italië                 | 28 juli 1906      |
| Gravissimo Officii Munere | Franse Verbonden van aanbidding                        | 10 augustus 1906  |
| Une Fois Encore           | Nog eens de scheiding van Kerk en staat                | 6 januari 1906    |
| Pascendi Dominici Gregis  | De leerstellingen der modernisten                      | 8 september 1907  |
| Communium Rerum           | De heilige Anselmus van Aosta                          | 21 april 1909     |
| Editae Saepe              | Carolus Borromeus                                      | 29 mei 1910       |
| Notre Charge Apostolique  | De socialistische doctrines van Le Sillon              | 15 augustus 1910  |
| Iamdudum                  | De scheiding van Kerk en staat in Portugal             | 24 mei 1911       |
| Lacrimabili Statu         | De indianen in Zuid-Amerika                            | 7 juni 1912       |
| Singulari Quadam          | Vakbonden                                              | 24 september 1912 |